# VfB Hüls
Koordinaten: 51° 40′ 41″ N, 7° 5′ 53″ O
Der VfB Hüls ist ein Sportverein aus dem zum westfälischen Marl gehörenden Ortsteil Drewer.

## Geschichte
Der Verein wurde am 22. Juli 1948 als Eintracht Lippe gegründet und am 27. Januar 1951 in Verein für Rasenspiele 1948 Marl-Hüls umbenannt. Der VfB 48/64 Hüls entstand 1976 durch die Fusion des VfR 1948 Marl-Hüls und der SuS 1964 Drewer-Süd.
Die Fußballer des VfB Hüls stiegen 1990 das erste Mal in die damals drittklassige Oberliga Westfalen auf, aus der sie direkt nach einer Saison wieder abstiegen. 1994 gelang ihnen der Wiederaufstieg. 2000 gewann der VfB Hüls in der Oberliga die Westfalenmeisterschaft und erreichte die Aufstiegsrunde zur Regionalliga Nord (damals 3. Liga). Nach einem 1:0-Sieg beim Nordrhein-Meister Wuppertaler SV unterlag die Elf vom damaligen Trainer Manfred Wölpper zuhause am Badeweiher dem Regionalligisten SV Elversberg mit 1:2. Der Sieg im letzten Spiel auf neutralem Platz im Sportpark Höhenberg gegen den Südwest-Meister Borussia Neunkirchen war bedeutungslos, da die SV Elversberg durch drei Siege in der Relegation den Klassenerhalt in der Regionalliga Nord schaffte.
Nachdem der VfB Hüls im Jahr 2007 aus der Oberliga abgestiegen und in der folgenden Saison 2007/08 als Meister der Fußball-Verbandsliga Westfalen wieder aufstiegen war, nahm die Mannschaft ab der Saison 2008/09 am Spielbetrieb der NRW-Liga teil. In der Saison 2011/12 berechtigte der erreichte siebte Platz in der NRW-Liga zur Teilnahme an der Relegation um den Aufstieg in die Regionalliga. Bei der Auslosung dazu am 4. Juni 2012 in der Geschäftsstelle des WFLV wurde für den VfB Hüls ein Freilos gezogen. Ein solches Freilos war zustande gekommen, da aus dem Verband Mittelrhein kein Teilnehmer einen Antrag auf die Zulassung zur Regionalliga gestellt hatte. Damit spielte Hüls in der Saison 2012/13 in der Regionalliga West, stieg am Ende der Saison als Tabellen-17. jedoch direkt wieder ab.
Nachdem der sportliche Erfolg in der Saison 2014/15 ausblieb und der Verein nach 24 Spielen auf Rang 16 stand, trennte man sich am 21. April 2015 von Trainer Karsten Quante, Markus Kaya übernahm. Zwei Tage später meldete der Verein das Oberliga-Team vom Spielbetrieb in der Saison 2015/16 ab, um in der Bezirksliga einen Neuanfang anzugehen. Im Jahre 2018 schafften die Hülser den Aufstieg in die Landesliga. Allerdings stieg die Mannschaft gleich wieder ab.

## Stadion

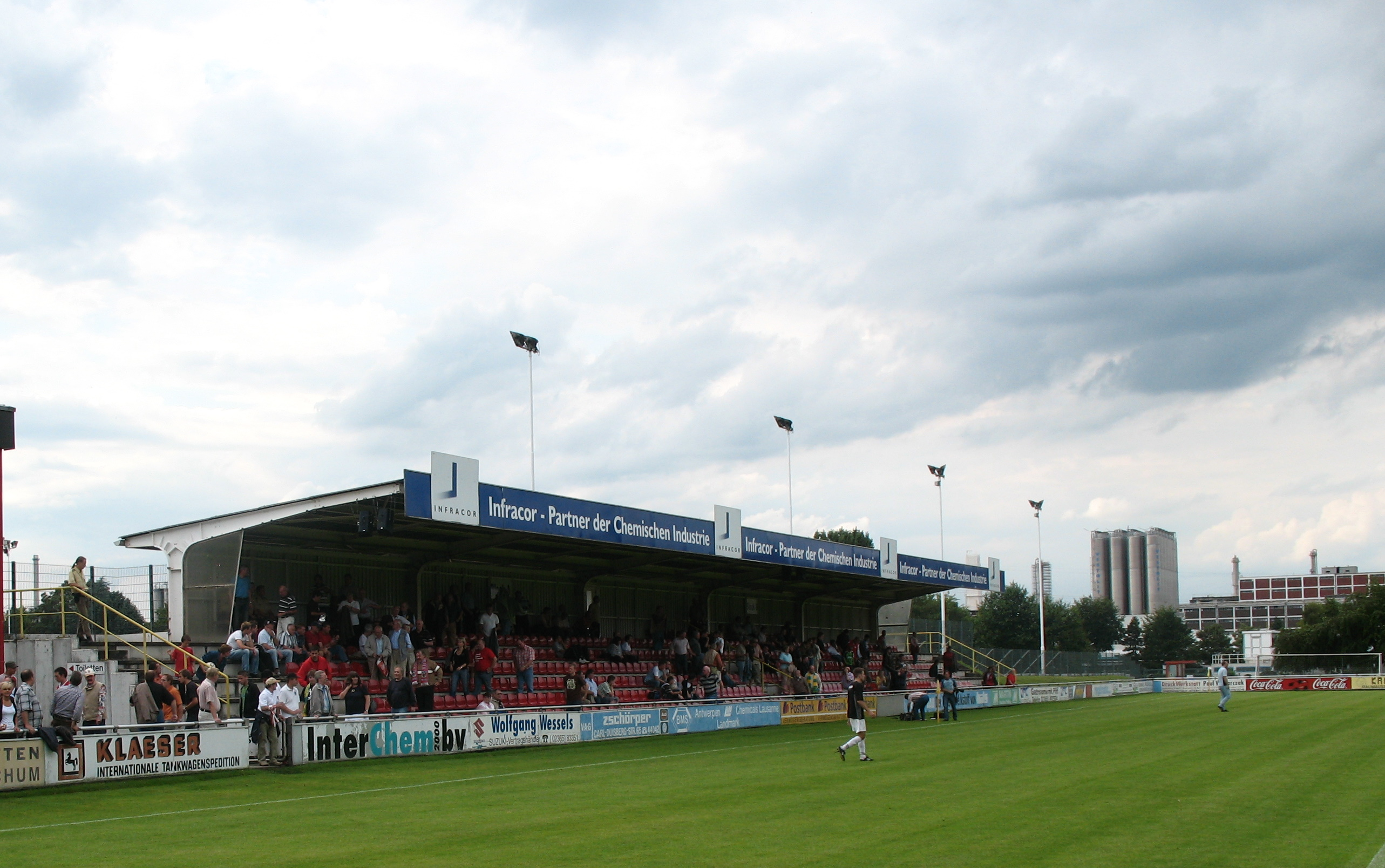
Haupttribüne

Der VfB Hüls trägt seine Heimspiele im 3100 Zuschauer fassenden Stadion am Badeweiher, seit 2016 Teil des sogenannten „EVONIK Sportparks“, aus. Dieser liegt zwar im Stadtteil Drewer, jedoch in nächster Nähe des „Chemieparks Marl“.

## Erfolge
- 2000: Meister der Fußball-Oberliga Westfalen
- 2008: Meister der Fußball-Verbandsliga Westfalen Staffel 1
- 2012: Aufstieg in die Fußball-Regionalliga West
- 2018: Aufstieg in die Fußball-Landesliga

## Platzierungen der letzten Jahre
| Saison  | Liga (Spielklasse)                | Platz | S  | U  | N  | Tore  | Dif. | Punkte |
| ------- | --------------------------------- | ----- | -- | -- | -- | ----- | ---- | ------ |
| 2004/05 | Oberliga Westfalen (IV)           | 04.   | 17 | 08 | 09 | 55:41 | +26  | 59     |
| 2005/06 | Oberliga Westfalen (IV)           | 07.   | 13 | 07 | 14 | 48:53 | 0−5  | 46     |
| 2006/07 | Oberliga Westfalen (IV)           | 18.   | 08 | 06 | 20 | 30:63 | −33  | 30     |
| 2007/08 | Verbandsliga Westfalen 1 (V)      | 01.   | 17 | 06 | 05 | 52:26 | +26  | 57     |
| 2008/09 | NRW-Liga (V)                      | 14.   | 11 | 08 | 17 | 49:61 | −12  | 41     |
| 2009/10 | NRW-Liga (V)                      | 16.   | 09 | 13 | 14 | 48:56 | 0−8  | 40     |
| 2010/11 | NRW-Liga (V)                      | 15.   | 10 | 06 | 16 | 34:50 | −16  | 36     |
| 2011/12 | NRW-Liga (V)                      | 07.   | 16 | 08 | 10 | 58:38 | +20  | 56     |
| 2012/13 | Regionalliga West (IV)            | 17.   | 12 | 06 | 20 | 48:71 | −23  | 42     |
| 2013/14 | Oberliga Westfalen (V)            | 16.   | 08 | 05 | 21 | 40:69 | −29  | 29     |
| 2014/15 | Oberliga Westfalen (V)            | 16.   | 07 | 09 | 18 | 53:79 | −26  | 30     |
| 2015/16 | Bezirksliga Westfalen 11 (VIII)   | 03.   | 15 | 08 | 07 | 67:48 | +19  | 53     |
| 2016/17 | Bezirksliga Westfalen 11 (VIII)   | 02.   | 17 | 04 | 07 | 61:46 | +15  | 55     |
| 2017/18 | Bezirksliga Westfalen 11 (VIII)   | 01.   | 19 | 07 | 04 | 59:42 | +17  | 64     |
| 2018/19 | Landesliga Westfalen 4 (VII)      | 16.   | 04 | 05 | 21 | 28:93 | −65  | 17     |
| 2019/20 | Bezirksliga Westfalen 9 (VIII) 1  | 05.   | 08 | 04 | 05 | 33:32 | 0+1  | 1,650  |
| 2020/21 | Bezirksliga Westfalen 14 (VIII) 2 | 15.   | 0  | 02 | 04 | 08:14 | 0−6  | 02     |
| 2021/22 | Bezirksliga Westfalen 14 (VIII)   | 04.   | 16 | 08 | 06 | 78:36 | +42  | 56     |
| 2022/23 | Bezirksliga Westfalen 9 (VIII)    | 06.   | 14 | 08 | 10 | 73:67 | 0+6  | 50     |
| 2023/24 | Bezirksliga Westfalen 9 (VIII)    |       |    |    |    | :     |      |        |

## Persönlichkeiten

### Spieler
- Musemestre Bamba, 1996–1997, später u. a. LR Ahlen und SC Verl
- Dame Diouf, 2006, zuvor u. a. Hannover 96 und SV Wehen Wiesbaden
- Christian Erwig, 2011–2013, zuvor u. a. FC Schalke 04 und Fortuna Düsseldorf
- Markus Kaya, 2014–2017, zuvor u. a. Rot-Weiß Oberhausen und FC Schalke 04
- Sinan Kurt, 2012–2014, später u. a. Rot-Weiß Oberhausen, VfL Bochum und Osmanlispor
- Gerd Möller, 1962–1963, später u. a. BSG Wismut Gera und BSG Motor Hermsdorf
- Norbert Nigbur, 1983–1984, zuvor u. a. FC Schalke 04 und Hertha BSC
- Miguel Pereira, 2006–2007, zuvor u. a. FC Schalke 04

### Trainer
- Ingo Anderbrügge (20. Februar 2006 bis 11. Februar 2007)
- Hermann Erlhoff
- Markus Kaya (23. April 2015 bis 30. Juni 2017)
- Uwe Neuhaus (1. Juli 1997 bis 30. Juni 1998)
- Klaus Täuber (11. Februar 2007 bis 2. April 2010)
- Olaf Thon (3. April 2010 bis 15. September 2011)

## Hockeyabteilung
Die Hockeyabteilung des VfB Hüls spielt auf dem Kunstrasen am Badeweiher, der im Rahmen des Projektes Moderne Sportstätte 2022 des Landes Nordrhein-Westfalen erneuert wurde. Die Herrenmannschaft ist in der Saison 2014/2015 sowohl in der Halle als auch auf dem Feld von der 1. Verbandsliga in die Oberliga aufgestiegen. Heute hat sich die Mannschaft in der Oberliga etabliert und holte in der Saison 2017/2018 den Vizemeistertitel hinter dem Aufsteiger ETUF Essen an den Badeweiher. Nach dem Abstieg der Herrenmannschaft in der durch die Corona-Pandemie verlängerten Feldsaison 2019/2020/2021 gelang in der Saison 2021/2022 der direkte Wiederaufstieg in die Oberliga.
Die Damenmannschaft spielt während der Hallensaison in der Oberliga, auf dem Feld in der 1. Verbandsliga.
In den 70er Jahren spielte die Herrenmannschaft insgesamt fünf Jahre in der Hallen-Oberliga, der damals zweithöchsten deutschen Spielklasse und war die führende Mannschaft Westfalens.

## Ruderabteilung
Der Ruder-Club Marl im VfB Hüls stellte mit Wolfgang Plottke einen Medaillengewinner bei Olympischen Spielen. 1958 und 1959 gewannen Claus Riekemann, Hans-Joachim Berendes und Steuermann Hans-Dieter Maier die Europameisterschaft im Zweier mit Steuermann.
Das Bootshaus liegt am Wesel-Datteln-Kanal in Marl-Sickingmühle.